# 傑佛瑞·尤金尼德斯
傑佛瑞·肯特·尤金尼德斯（英語：Jeffrey Kent Eugenides，1960年3月8日—），美國小說家、短篇小說作家，1993年出版處女作《黑色青春日記》，2002年以《中性》獲得普立茲獎。

## 外部連結
- 傑佛瑞·尤金尼德斯：普林斯頓大學創意寫作課程
- 傑佛瑞·尤金尼德斯在豆瓣上的资料（简体中文）